# 加来海峡省
加来海峡省（法語：Pas-de-Calais，法語發音：[pa də kalɛ] ⓘ）是法國上法蘭西大區所轄的省份。該省編號為62。2006年有人口1,453,387人，因濒临加来海峡而得名。

## 地理
加来海峡省全境地势低平，南部有些浅丘陵。坦荡的平原上，河网密布，有着充沛的地表水系。这块平原的沿海部分，很少高出海面5米，过去是大片的沼泽地，全靠千百年来人们围圩排水，才变成人烟稠密的富庶地区。气候温和，雨量适中。

## 经济
该省的经济曾长期依赖采矿业，主要是在1849年发现煤炭的朗斯镇附近的煤矿。但是，二战以后，经济变得越来越多样化了。
加来海峡省农业生产以多种经营为特色，种植业与畜牧业并重。由于这里劳动力相对充裕，是法国传统的集约农业区之一，种植麦类、饲料和亚麻等，田圃种植业也很发达。畜牧业以牛、猪饲养为主。乳品、肉类、禽蛋和蔬菜等农产就近供应里尔等大城市和工矿区。滨海布洛涅渔业兴盛，为法国最大的渔港。
本省东部广度工业化。朗斯和贝蒂讷均为人口超过20万的工矿区，设有钢厂、炼焦厂、金属加工厂和化工厂。